# 張邵 (宋朝)
張邵（1096年—1156年），字才彦，宋朝和州乌江县（今安徽和县东北）人。
宋徽宗宣和三年（1121年）登上舍第。宋高宗建炎三年（1129年），以直龙图阁，假礼部尚书出使金朝，被囚禁。次年，金朝派遣至刘豫的伪齐，他严责刘豫，刘豫知其不屈，再把他送到金国，被拘在燕山圜福寺。后又北迁至会宁府。绍兴十三年（1143年），和议成，才被释放南归，升为秘阁修撰，主管佑神观。绍兴二十五年（1155年），以敷阁待制提举江州太平兴国宫，知池州，再奉祠。次年去世，赠少师。出使金朝时，在潍州遇到秦桧，归国后，上书言说秦桧忠节。撰有文集十卷，与洪皓、朱弁有《輶轩唱和集》。